# 給19歲的我自己
《給19歲的我自己》（英語：To my 19-year-old），是一部於2018年上映的奇幻愛情電影。

## 劇情簡介
莫曉楓（林柏宏飾演）在一次冒險中出了意外去世。在暗戀了10年的莫曉楓的葬禮上，陽藝雪（石安妮飾演）得到了他留給自己的遺物——一個裝有滿滿書信的“神秘木盒”。捧著這些傾注愛意的信箋，陽藝雪思緒紛飛，塵封的記憶被打開，她後悔當年與愛人失之交臂。而“神秘木盒”具有神奇穿越功能，可與過去時空連接。陽藝雪通過不斷地與19歲的自己鴻雁傳書，欲追回錯失的愛。

## 演員陣容

### 主要演員
| 演員姓名 | 角色名稱 | 介紹 |
| 石安妮   | 陽藝雪   | 陽藝雪是一個普普通通的女大學生，性格大大咧咧，活潑開朗，但其實內心是一個不太自信的孩子，19歲的她對待友情和愛情都會小心翼翼，會顧及旁人的眼光從而沒有勇氣去做自己想做的事情。 |
| 林柏宏   | 莫曉楓   | 莫曉楓是一個十足的文藝男青年，攝影專業的他不僅為喜愛的女生舉辦了影展，還有著彈吉他的才藝和熱愛排球的運動細胞，文藝氣息十足。                                                 |

### 其他演員
- 何明翰：飾演王子喻
- 王芊：飾演李芊
- 周凱：飾演陳衛
- 苑瓊丹：飾演宿舍管理阿姨
- 劉金：飾演學校保安

## 電影歌曲
| 曲別   | 歌名               | 演唱者 | 作詞   | 作曲   |
| 主題曲 | 我的星星，我的親親 | 林柏宏 | 吳旭文 | 吳旭文 |
| 片尾曲 | 出發吧             | 吳旭文 | 吳旭文 | 吳旭文 |

## 工作人員
- 出品人：游建鳴、張亮、張升
- 製作人：韓非
- 監製：韓非

## 拍攝場景
- 浙江師範大學（主場景）[2]
  - 老校区的自行车停车棚、邵逸夫图书馆阅览室、五幢研究生教学楼、桃园男生公寓楼顶、九幢小黄楼、大花坛与杏园食堂路口、共青林小山坡、十六幢精业楼大草坪
- 浙江省杭州市錢塘江畔
- 四川省甘孜藏族自治州[3]

## 外部連結
- 互联网电影数据库（IMDb）上《給19歲的我自己》的资料（英文）
- 開眼電影網上《給19歲的我自己》的資料（繁體中文）
- 豆瓣电影上《給19歲的我自己》的資料 （简体中文）
- 时光网上《給19歲的我自己》的資料（简体中文）